# ミサイルの一覧/R
Rで始まるミサイルの一覧。

## R
- R-1
- R-2
- R-4
- R-5
- R-7
- R-9
- R-8
- R-11（スカッド）
- R-12
- R-13
- R-14
- R-15
- R-16
- R-17
- R-18
- R-19
- R-21
- R-23
- R-26
- R-27 (ミサイル)
- R-27 (弾道ミサイル)
- R-33
- R-36
- R-39
- R-40
- R-46
- R-60
- R-73
- R-77
- R-300
- R-400
- R.530
- R.550
- RBS 12（ペンギン）
- RBS-15
- RBS 23
- RBS 70
- RBS 77（ホーク）
- RBS 90
- RGM-6（レギュラス）
- RGM-15（レギュラスII）
- RGM-59（トーラス）
- RGM-165（LASM）
- RIM-2（テリア）
- RIM-7（シースパロー）
- RIM-8（タロス）
- RIM-24（ターター）
- RIM-50（タイフォンMR）
- RIM-55（タイフォンLR）
- RIM-66（SM-1/2 MR）
- RIM-67（SM-1/2 ER）
- RIM-85
- RIM-101
- RIM-113
- RIM-116（RAM）
- RIM-156（SM-2 ER ブロックIV）
- RIM-161（SM-3）
- RIM-162（ESSM）
- RIM-174（SM-6）
- Rb 04
- Rb 05
- RB 08
- Rb 17
- Rb 330
- RS-24
- RSA
  - RSC-57
  - RSD-58
- RSA-1（エリコ）
- RSA-2（エリコ）
- RSA-3（シャヴィト）
- RSA-4（シャヴィト）
- RSD-10（RT-21M）
- RT-1
- RT-2
- RT-2PM
- RT-2PM2
- RT-15
- RT-20
- RT-21（Temp-2S）
- RT-23
- RT-25
- RUM-139（VLアスロック）
- RUR-5（アスロック）